# Средна Махала
Сре́дна Махала́ (болг. Средна махала) — село в Бургаській області Болгарії. Входить до складу общини Руєн.

## Населення
За даними перепису населення 2011 року у селі проживали 327 осіб.
Національний склад населення села:
| Національність   | Кількість осіб | Відсоток |
| ---------------- | -------------- | -------- |
| турки            | 272            | 90,1%    |
| болгари          | 30             | 9,9%     |
| цигани           | 0              | 0%       |
| інша             | 0              | 0%       |
| не визначились   | 0              | 0%       |
| Всього відповіли | 302            |          |

Розподіл населення за віком у 2011 році:
Динаміка населення: